# Liste des évêques de Västerås

Armoiries de l'évêque de Västerås.

L'évêque de Västerås est un prélat de l'Église de Suède. Il est à la tête du diocèse de Västerås et siège à la cathédrale de Västerås.

## Liste des évêques de Västerås

### Jusqu'à la Réforme
- 1219-1225 : Robertus
- 1232-1258 : Magnus
- 1258-1283 : Carolus (sv)
- 1284-1299 : Petrus
- 1299 : Öiarus
- 1299-1300 : Haquinus
- 1300-1308 : Nicolaus Catilli (sv)
- 1309-1328 : Israel Erlandi (sv)
- 1329-1352 : Egislus Birgeri (sv)
- 1353-1369 : Magnus Augustini
- 1370 : Laurentius Boberg
- 1371-1379 : Mathias Laurentii
- 1379-1383 : Hartlevus Hartlevi
- 1383-1394 : Beno Henrici Korp
- 1395-1403 : Nicolaus
- 1403 : Andreas Johannis (sv)
- 1403-1414 : Petrus Ingevasti
- 1414 : Ingemarus Ingevaldi
- 1414-1421 : Nafno Johannis Gyrstinge
- 1421-1442 : Olaus Jacobi Knob
- 1442-1453 : Achatius Johannis
- 1453-1454 : Petrus Mathiae de Vallibus
- 1454-1461 : Olaus Gunnari
- 1461-1462 : Benedictus Magni
- 1462-1464 : Birgerus Magni (sv)
- 1465-1487 : Ludechinus Abelis
- 1487-1501 : Olaus Andreae de Vallibus
- 1501-1522 : Otto Olavi (sv)
- 1523 : Peder Sunnanväder (sv)
- 1523-1534 : Peder Månsson (sv)

### Depuis la Réforme
- 1534-1556 : Henricus Johannis
- 1557-1562 : Peder Swart
- 1562-1574 : Johannes Nicolai Ofeegh
- 1574-1580 : Erasmus Nicolai Arbogensis
- 1583-1588 : Petrus Benedicti Ölandus
- 1588-1606 : Olaus Stephani Bellinus
- 1606 : Nicolaus Petri
- 1606-1618 : Olaus Stephani Bellinus
- 1619-1646 : Johannes Rudbeckius
- 1647-1670 : Olavus Laurentii Laurelius
- 1670-1676 : Nicolaus Johannis Rudbeckius
- 1677-1680 : Johannes Petri Brodinus
- 1680-1708 : Carolus Carlson
- 1708-1710 : Petrus Malmberg
- 1711-1725 : Matthias Iser
- 1725-1729 : Sven Cameen
- 1731-1733 : Nils Barchius
- 1733-1750 : Andreas Kallsenius
- 1751-1760 : Samuel Troilius
- 1760-1800 : Lars Benzelstierna
- 1800-1808 : Johan Gustaf Flodin
- 1809-1811 : Erik Waller
- 1811-1825 : Gustaf Murray
- 1829-1839 : Sven Wijkman Casparsson
- 1839-1849 : Gustaf Nibelius
- 1849-1866 : Erik Fahlcrantz
- 1866-1884 : Carl Olof Björling
- 1884-1898 : Gottfrid Billing
- 1898-1900 : Johan August Ekman
- 1900-1920 : Nils Lövgren
- 1920-1939 : Einar Billing
- 1940-1962 : Johan Cullberg
- 1962-1975 : Sven Silén
- 1975-1988 : Arne Palmqvist
- 1988-2008 : Claes-Bertil Ytterberg
- 2008-2015 : Thomas Söderberg
- depuis 2015 : Mikael Mogren